# Дејдвил (Мисури)
Дејдвил (енгл. Dadeville) град је у америчкој савезној држави Мисури.

## Демографија
По попису из 2010. године број становника је 234, што је 10 (4,5%) становника више него 2000. године.
| Група             | 2000.       | 2010.       |
| Белци             | 216 (96,4%) | 220 (94,0%) |
| Афроамериканци    | 0 (0,0%)    | 0 (0,0%)    |
| Азијати           | 0 (0,0%)    | 1 (0,4%)    |
| Хиспаноамериканци | 2 (0,9%)    | 5 (2,1%)    |
| Укупно            | 224         | 234         |